# Bulay
Bulay o Poley fou el nom àrab d'un antic castell de l'Àndalus al sud d'Hispània. La seva situació fou discutida però Dozy va demostrar que es tracta d'un castell situat al lloc de la moderna vila d'Aguilar de la Frontera, província de Còrdova.
Va tenir un paper considerable en la revolta d'Umar ibn Hafsun. Encara existia al segle xii. Actualment hi ha unes ruïnes que deuen correspondre al castell.